# Eugyra peresi
Eugyra peresi is een zakpijpensoort uit de familie van de Molgulidae. De wetenschappelijke naam van de soort is voor het eerst geldig gepubliceerd in 1957 door Millar.